# Vilchesia valenciai
Vilchesia valenciai là một loài bọ cánh cứng trong họ Cerambycidae.